# Ian Burgess
Ian Burgess (6 de julho de 1930 – 19 de maio de 2012) foi um ex-automobilista britânico nascido na Inglaterra.
Burgess participou de 20 Grandes Prêmios de Fórmula 1 entre 1958 e 1963, tendo como melhor resultado um 6º lugar na Alemanha de 1959.